# アーサー・ボーン・ジュニア
アーサー・ボーン・ジュニア（英語: Arthur Vaughn Jr.、1924年2月13日 - 2007年1月17日）は、アメリカ合衆国出身のフィギュアスケート選手（男子シングル）。
1943年全米選手権優勝。姉はフィギュアスケート選手で全米選手権チャンピオンのジェーン・ボーン。

## 主な戦績
| 大会/年    | 1940-41 | 1941-42 | 1942-43 |
| ---------- | ------- | ------- | ------- |
| 全米選手権 | 2       | 3       | 1       |